# Double play

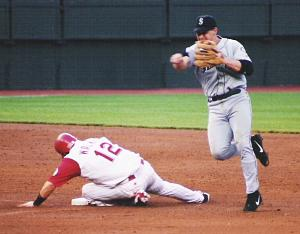
Efter att ha trampat på andra bas kastar infieldern till första bas och fullbordar en double play.

En double play i baseboll eller softboll innebär att utelaget bränner två motståndare i samma spelsekvens.
En double play går oftast till på följande sätt. En löpare från innelaget står på första bas när slagmannen får till ett slag. Löparen måste på grund av force play springa mot andra bas, där han blir bränd. Sedan kastar utelaget bollen till första bas där slagmannen blir bränd. Till exempel: Shortstopen tar den slagna bollen på marken och kastar den till andra bas, där andrabasmannen tar emot bollen och trampar på basen, varvid löparen på väg från första bas är bränd. Sedan kastar andrabasmannen bollen till första bas, där förstabasmannen har foten på basen när han tar emot bollen innan slagmannen hinner fram, då är även slagmannen bränd. En sådan double play kallas en 6–4–3 double play, där 6 avser shortstopen, 4 avser andrabasmannen och 3 avser förstabasmannen.
En annan variant av double play sker om löparen börjar springa mot andra bas men bollen som slagmannen slagit tas som lyra. Alla löpare måste då återvända till sina baser och, om bollen kastas till basen innan löparen hinner tillbaka, är han bränd samtidigt som slagmannen alltid blir automatiskt bränd vid lyra.
En kombination av dessa två skapar en triple play, om det till exempel finns löpare på både första och andra bas och ingen av dem hinner tillbaka till sin bas vid en lyra.